# Monte Malepunyo
Monte Malepunyo (también conocido como el monte Malipunyo o la Cordillera de Malarayat) es un volcán extinto situado en la isla de Luzón al norte del país asiático de las Filipinas. La montaña está situada entre las provincias de Batangas, Laguna y Quezon. Es popular entre los montañistas, y tiene tres destinos interconectados: El monte Malepunyo, el más alto; el monte Susong-dalaga (también conocido como monte Susong-Cambing); y el pico Manabu.